# Halach uinik
Halach uinik (en maia: Halach Uinik: «home de fet», «home de comandament») era el nom donat al màxim governant o cap —com se'ls cridava en l'època colonial— d'una jurisdicció maia, és a dir, era el senyor d'una ciutat-Estat. 
Cada jurisdicció maia o Kuchkabal, era administrada per un halach uinik, que governava en nom d'un dels déus del seu panteó, constituint una estructura teocràtica. La successió ocorria en una mateixa família, amb el poder passant de pare a fill, segons el dret de primogenitura. El halachconcentrava tot el poder religiós, militar i civil. Ell escollia, entre els membres de la teocràcia, els funcionaris que ajudaven en l'administració de la jurisdicció, designant generalment als seus familiars com a caps o batab de les ciutats que conformaven a la jurisdicció. Aquests homes de confiança comandaven als soldats, presidien el consell local, aplicaven la justícia i controlaven el pagament dels impostos. A més d'aquestes assignacions, cuidaven també dels camps en les èpoques indicades pels sacerdots o Ah-Kin-May.
El seu principal símbol de poder era el «ceptre de [manikin]», un bastó cerimonial que tenia la figura de K´awiil, el déu de la vida.
Al costat del halach uinik treballaven diversos funcionaris que ell designava directament:
- Els Ah Holpop: delegats polític-religiosos del halach uinik. Preparaven les grans cerimònies i festes sagrades. També custodiaven els instruments musicals.
- El Nacom: era el principal cap de militars d'una ciutat-Estat.
- El Ahuacán: era el màxim sacerdot. Vigilava els calendaris, els llibres sagrats i l'educació. També dirigia els sacrificis i els ritus d'endevinació.
- Els Tupiles: eren els guàrdies que vigilaven l'ordre públic i el compliment de la llei.